# 真間の継橋

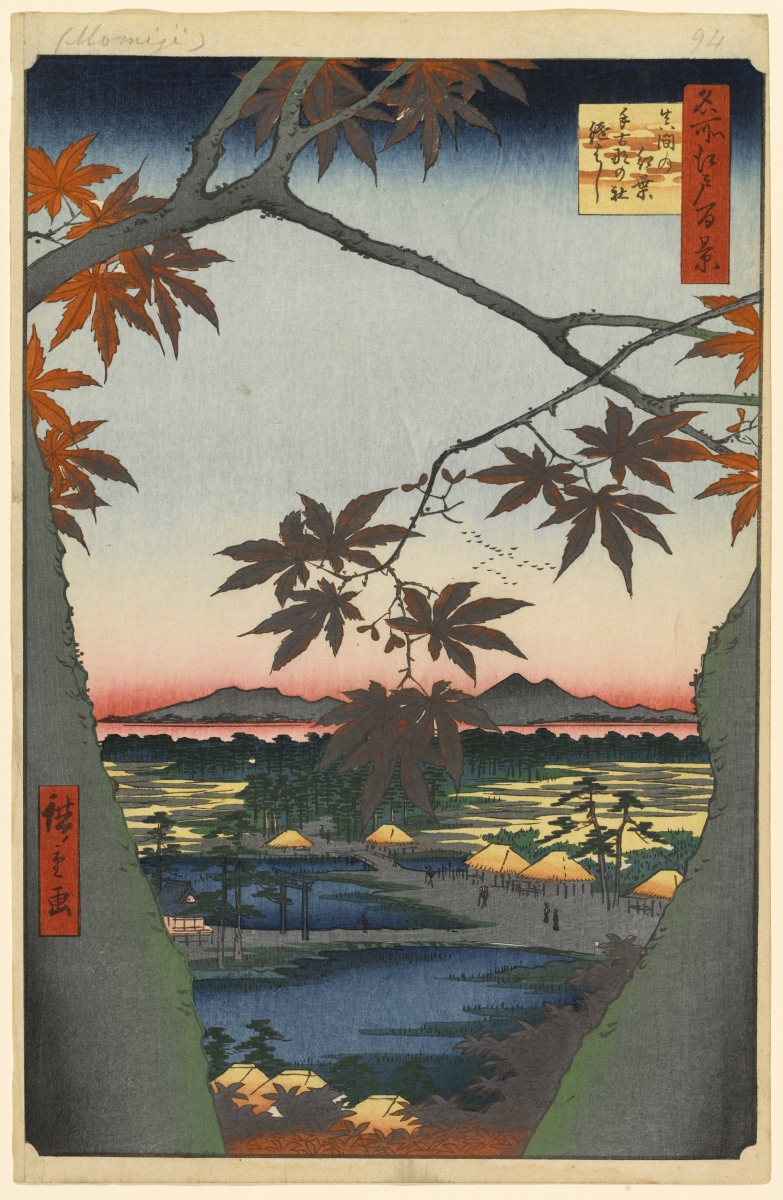
歌川広重『名所江戸百景 真間の紅葉 手古那の社継はし』

真間の継橋（ままのつぎはし）は、千葉県市川市にかつて存在した橋で、日本百名橋（番外）に選定されている。現在は川自体が存在せず、当地には石碑と説明板、橋の欄干を模した記念物が建てられている。

## 概要
往古、この一帯は「真間の入江」と呼ばれる海岸地帯で、弥生時代には既に集落があったと考えられている。ヨシの生い茂った砂洲が広がり、古来より行き交う船の停泊地として栄えた。真間の継橋とは下総の国府があった国府台へ向かうための橋で、砂洲を中継地点として複数の板橋を架け渡してあったことから「継橋」という名を得たとされる。この橋は真間の象徴として『万葉集』にも詠まれており、歌枕として知られた存在であった。
後世、近隣に伝わる手児奈の悲話の伝承とあいまってその名は広く知られ、1696年に鈴木長頼が推定地に「真間の三碑」を建てた。
幕末期、歌川広重は名所絵『名所江戸百景』の中で「真間の紅葉手古那の社つぎ橋」と題する一枚を描いている。この画題の意味は『真間の紅葉の名所（弘法寺）から「手古那の社」と「継橋」とを望む』ということで、画中をよく見ると遠方に橋が見えるが、これが広重の描いた「真間の継橋」であった。すでに新田開発も進み、周囲は農村地帯となっていたことがわかる。
近年では都市化が進み、周囲は住宅街になっている。かつての橋を記念して継橋は弘法寺の参道の途中にわずか数メートルの長さだけ架けられている。擬宝珠つきの真っ赤な欄干が建てられているが、その下に川は存在していない。